# Alberto Fontanive
Alberto Fontanive (Alleghe, 10 settembre 1985) è un ex hockeista su ghiaccio italiano, militava come attaccante nell'Alleghe Hockey.

## Carriera
Fontanive esordì nella stagione 2004-05 con 36 presenze e 2 gol e ha giocato sempre nell'Hockey Club Alleghe. Fra il 2003 ed il 2005 militò inoltre nella Nazionale italiana nelle selezioni Under-18 e Under-20. Nella stagione 2011-2012 ottenne le prestazioni migliori totalizzando 13 punti in 42 incontri di stagione regolare.

## Palmarès

### Club
- Campionato italiano - Serie B: 2

Alleghe: 2013-2014, 2014-2015